# Hans Eberwein
Hans Eberwein (* 1937 in Horb-Betra) ist ein deutscher Erziehungswissenschaftler und Hochschullehrer.

## Leben und Wirken
Hans Eberwein studierte von 1960 bis 1963 Pädagogik am Pädagogischen Institut Darmstadt. 1963 legte er das erste Staatsexamen für das Lehramt an Volks- und Realschulen ab und übernahm eine Klasse an einer Schule für lernbehinderte Kinder. Von 1964 bis 1966 studierte er Sonderpädagogik an der Universität Marburg, legte eine Prüfung für das Lehramt an Sonderschulen ab und wurde Lehrer an der „Schule für Lernbehinderte und praktisch Bildbare“ in Rüsselsheim am Main.
1979 wurde er an der Universität Frankfurt am Main mit der Arbeit Zur Revision des Selbstverständnisses der Lernbehindertenpädagogik zum Dr. phil. promoviert, Gutachter waren Gerhard (Gerd) Iben und Helmut Reiser.
1980 wurde er an der Freien Universität Berlin Professor für Schulpädagogik und Integrationspädagogik im Arbeitsbereich Schulpädagogik/Integrationspädagogik (ab 1994 Institut für Grundschul- und Integrationspädagogik) des Fachbereiches Erziehungswissenschaft und Psychologie. Dort war er Leiter der Arbeitsstelle Integrationspädagogik. 1997 war er Gastprofessor am Institut für Erziehungswissenschaften der Universität Wien. 2002 ging er in den Ruhestand.
Hans Eberwein prägte Anfang der 1980er Jahre den Begriff Integrationspädagogik. Das von ihm 1987 erstmals herausgegebene Handbuch der Integrationspädagogik erschien in sieben Auflagen. Weitere Arbeitsschwerpunkte sind Integrative Didaktik, die von Ewald Terhart Ende der 1970er Jahre skizzierte ethnographische Schulforschung, Fremdverstehen sozialer Randgruppen, Lebenswelt- und Deutungsmusteranalysen und Förderdiagnostik.

## Schriften
Hans Eberwein veröffentlichte als Autor oder Mitautor über 140 Zeitschriftenartikel und Buchbeiträge.
- Zur Revision des Selbstverständnisses der Lernbehindertenpädagogik. Versuch eines mehrperspektivisch orientierten Ansatzes. Dissertation. Universität Frankfurt am Main 1979, DNB 790993066.
- Ich lerne lesen und schreiben. 4 Bände: Hauptband, Lehrerhandbuch, Übungsteil 1 und 2. Diesterweg, Frankfurt am Main 1982, DNB 550773371.
- mit Holle-Katrin Gaber: Ein Kind lernt schreiben. Metzler, Stuttgart 1986, ISBN 978-3-476-30287-8.

Herausgeber:
- Fremdverstehen sozialer Randgruppen. Ethnographische Feldforschung in der Sonder- und Sozialpädagogik. Marhold, Berlin 1987, ISBN 978-3-7864-0922-9.
- Behinderte und Nichtbehinderte lernen gemeinsam. Handbuch der Integrationspädagogik. Beltz, Weinheim/Basel 1988, ISBN 978-3-407-25113-8. 2. Auflage 1990, 3. Auflage 1994.
  - 4. Auflage unter dem Titel Handbuch Integrationspädagogik. Kinder mit und ohne Behinderung lernen gemeinsam. 1997, ISBN 978-3-407-83139-2.
  - 5. Auflage unter dem Titel Integrationspädagogik. Kinder mit und ohne Behinderung lernen gemeinsam. Ein Handbuch. 1999, ISBN 978-3-407-83146-0. 6. Auflage 2002.
  - 7. Auflage mit Sabine Knauer unter dem Titel Handbuch Integrationspädagogik. Kinder mit und ohne Beeinträchtigung lernen gemeinsam. 2009, ISBN 978-3-407-83167-5.
- mit Johannes Mand: Forschen für die Schulpraxis. Was Lehrer über Erkenntnisse qualitativer Sozialforschung wissen sollten. Deutscher Studien-Verlag, Weinheim 1995, ISBN 978-3-89271-523-8.
- Einführung in die Integrationspädagogik. Interdisziplinäre Zugangsweisen sowie Aspekte universitärer Ausbildung von Lehrern und Diplompädagogen Deutscher Studien-Verlag, Weinheim 1996, ISBN 978-3-89271-642-6.
- Handbuch Lernen und Lern-Behinderungen. Aneignungsprobleme, neues Verständnis von Lernen. Integrationspädagogische Lösungsansätze. Beltz, Weinheim/Basel 1996, ISBN 978-3-407-83135-4.
- mit Sabine Knauer: Handbuch Lernprozesse verstehen. Wege einer neuen (sonder-)pädagogischen Diagnostik. Beltz, Weinheim/Basel 1998, ISBN 978-3-407-83144-6.